# آناپلیس
آناپلیس (به پرتغالی: Anápolis) یک شهر در برزیل است که در گوییاس واقع شده‌است.

## خصوصیات
آناپلیس ۹۱۸٫۳۷۵ کیلومترمربع مساحت و ۳۴۲٬۳۴۷ نفر جمعیت دارد و ۱٬۰۱۷ متر بالاتر از سطح دریا واقع شده‌است.

## خواهرخوانده
شهر لوبلین خواهرخواندهٔ آناپلیس هست.